# Platylestes heterostylus
Platylestes heterostylus – gatunek ważki z rodziny pałątkowatych (Lestidae). Występuje w Azji Południowo-Wschodniej – w Malezji, Singapurze i Indonezji.